# Dicranum orthocarpum
Dicranum orthocarpum är en bladmossart som beskrevs av Hedwig 1801. Dicranum orthocarpum ingår i släktet kvastmossor, och familjen Dicranaceae. Inga underarter finns listade i Catalogue of Life.